# Edme Letrone
Edme Letrone est un homme politique français né le 4 juillet 1804 à Bonnétable (Sarthe) et mort le 4 novembre 1839 dans cette même commune.

## Biographie
Edme Letrone est né le 4 juillet 1804 à Bonnétable (Sarthe),. Il est notaire et propriétaire à Bonnétable.
Il est élu député de la Sarthe le 2 mars 1839 et siège dans le tiers-parti,.
Il meurt le 4 novembre 1839 à Bonnétable,, et est remplacé à la Chambre des députés par Gustave de Beaumont.